# Ausztrália turizmusa

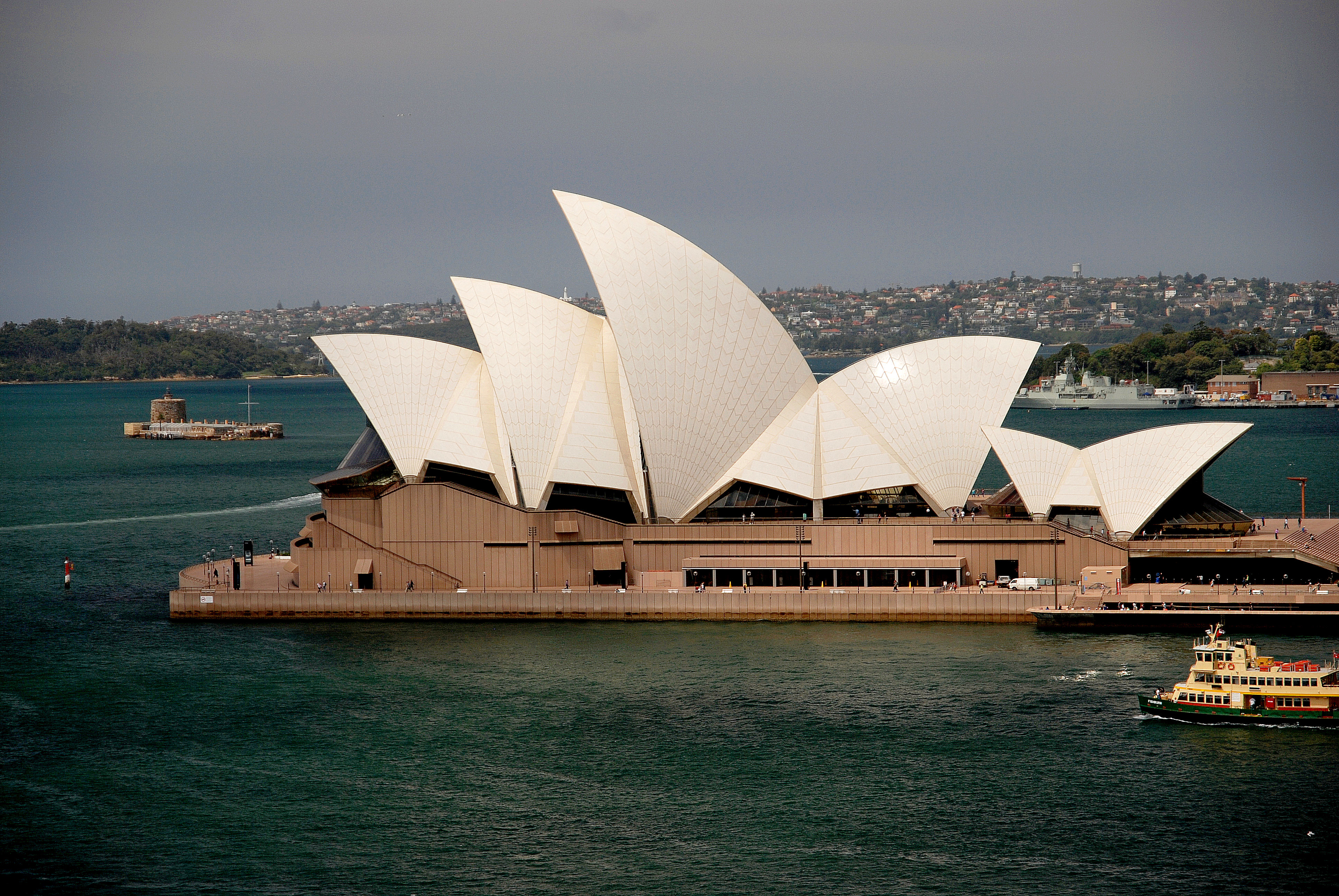
A Sydney-i Operaház

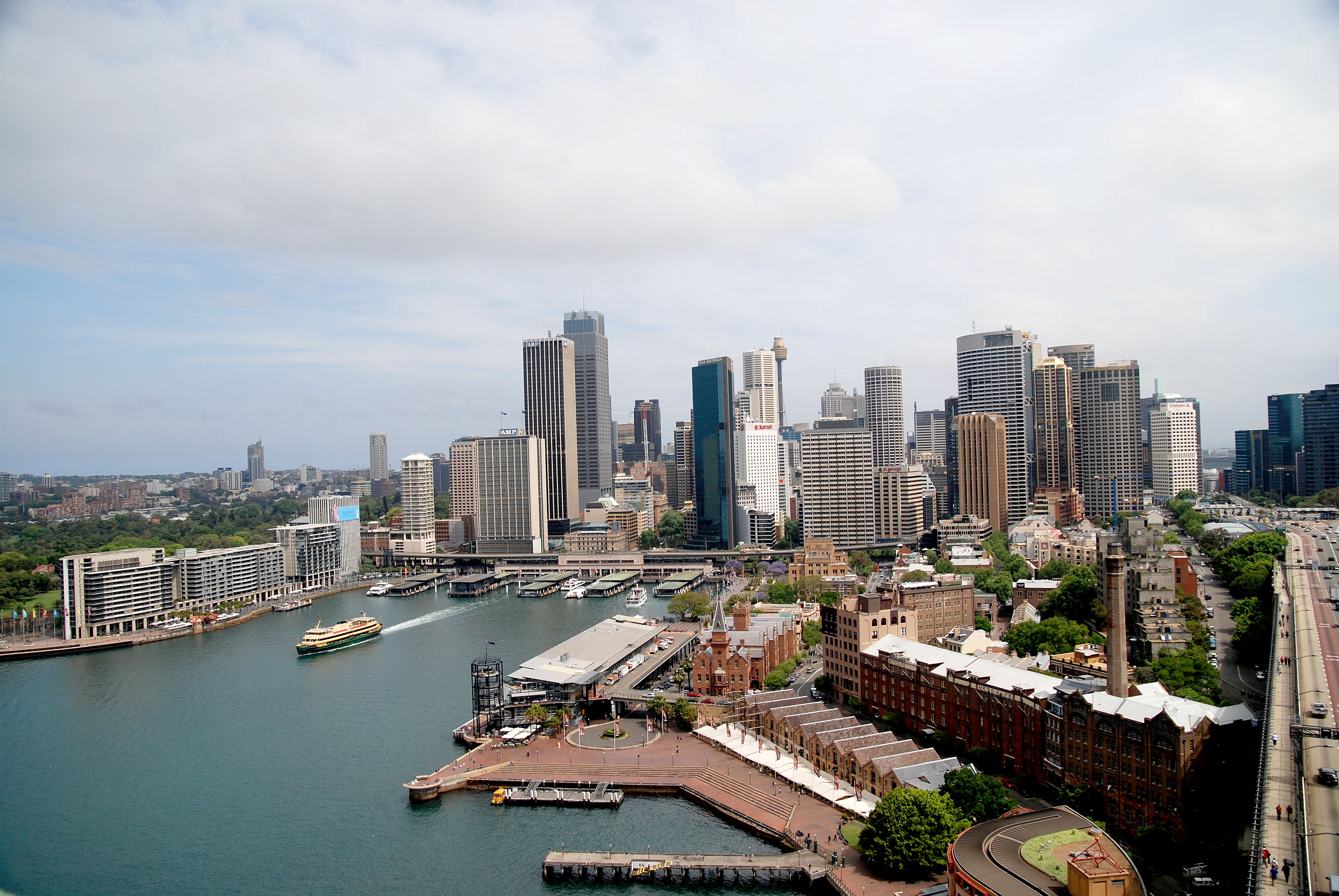
Sydney látképe

Ausztrália turizmusára jellemző, hogy Dél-Ausztrália és Új-Zéland kivételével a szubrégió a trópusi övben helyezkedik el, ami meghatározza turizmusának jellegét. A legfőbb vonzereje az üdülésre alkalmas tengerpartja, korallzátonyai és szigetei, a trópusi növényzet, a helyi aboriginal lakosság kultúrája és hagyományai. Növény és állatvilága is kiemelt vonzerőt jelent, mert kb. százmillió évvel ezelőtt az ausztráliai kőzetlemez elszakadt a többi kontinenstől. A növény és állatfajok konzerválódtak illetve specializálódtak.
Ausztrália több szempontból is különleges kontinens és ország egyben. A legkisebb területű kontinens, a legalacsonyabb fekvésű és a legszárazabb területű földrész (Egyharmada sivatag illetve félsivatag). A kontinens a legkülönlegesebb állat- és növényvilággal rendelkezik. (emu, kacsacsőrű emlős, kenguru, koala, eukaliptuszerdők) A küldő országoktól a legtávolabb fekszik. A távoli földrészen viszonylag kevés a turista, a látványosságok között nagy a távolság, ezért az átlagos tartózkodási idő hosszabb. Az utazások ezért a magasabb jövedelmű turistákhoz kapcsolódnak.

## Turisztikai régiói

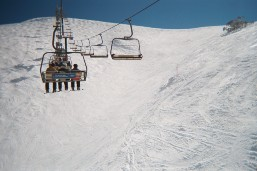
A magas hegyekben hó is van

Több világörökségi színhellyel rendelkezik a kontinensnyi ország, amelyek egyben turisztikai vonzerőket is képeznek.

### Északi part
Az északi trópusi part nedves trópusi éghajlattal rendelkezik. Ezért emberi letelepedésre nem a legalkalmasabb terület. Egyetlen nagyobb város Darwin keletkezett itt. A régió legjelentősebb vonzereje a Kakadu Nemzeti Park, ahol mangroveerdők, trópusi tengerpartok árapályterülete mellett, az őslakosság ősi sziklarajzai is kiemelt értéket képviselnek.

### Nagy-Vízválasztó-hegység

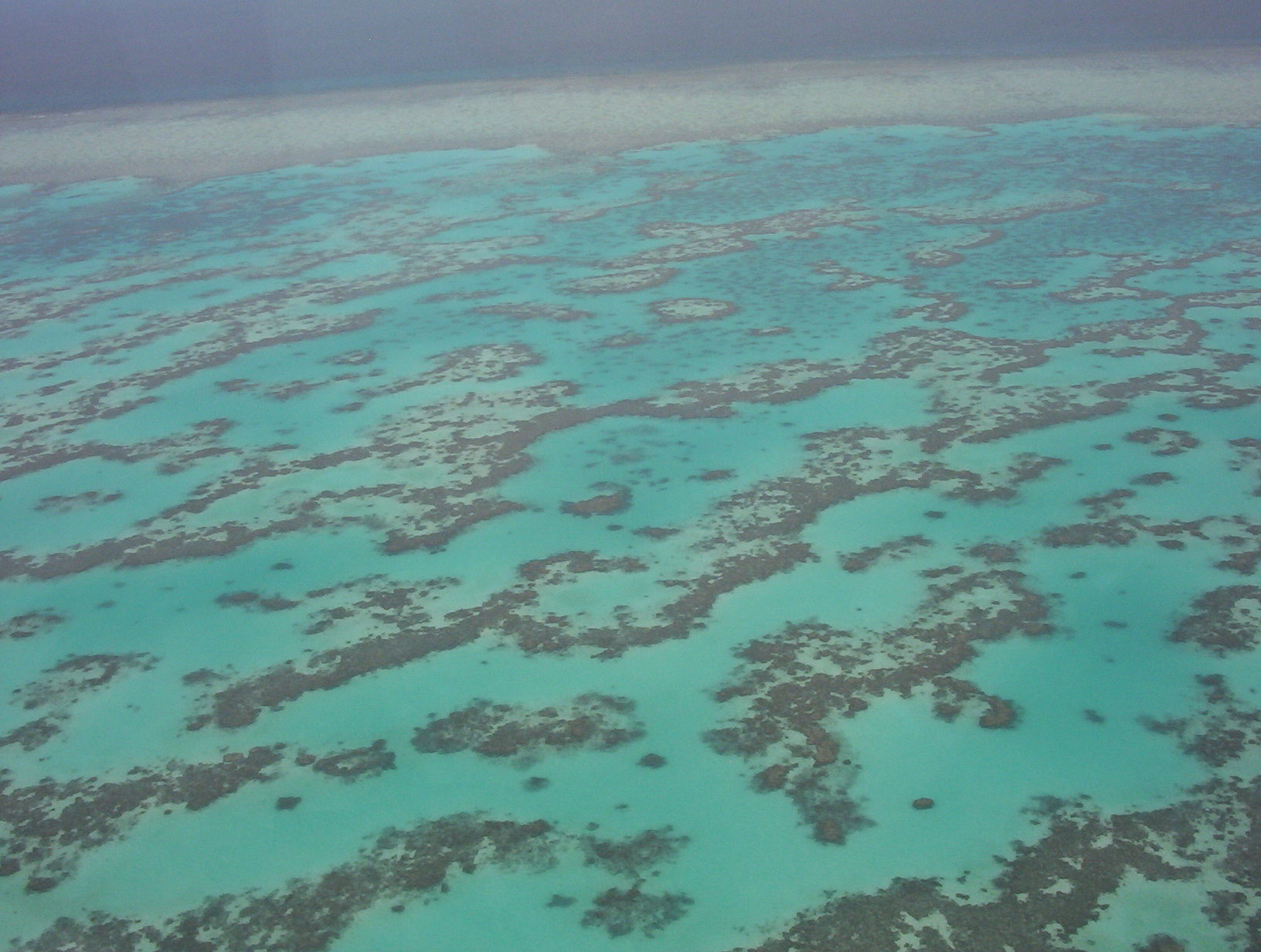
A nagy korallzátony felülről

A szubtrópusi keleti part és a Nagy-Vízválasztó-hegység legismertebb vonzereje Földünk legnagyobb korall zátonya a Nagy-korallzátony. Ausztrália legkedveltebb partszakasza, üdülőterülete Brisbane környéke, az Aranypart (Gold Coast), és a Napfénypart (Sunshine Coast). Mindkét terület világhírű szörfparadicsom.
Turisztikai célpontok:
- Brisbane, Sydney és Melbourne környéke Ausztrália legsűrűbben lakott környéke. A turizmus is itt koncentrálódik (kulturális élet, sportturizmus,[2] üzleti turizmus). Mivel az Európából kivándoroltak közül a legtöbben itt telepedtek meg, a rokonlátogatás is jelentős.
- A partmenti üdülőövezet mögött emelkedik a Nagy-Vízválasztó-hegység amelynek legmagasabb része nemzeti park (Kosciuszko-csúcs).
- A Blue Mountains (Kék-hegység) sziklaalakzatai és vízesései, Sydneytől nyugatra.
- Canberra az ország fővárosa üzleti és konferenciaturizmus.

- Tasmánia szigetén található az utolsó mérsékelt övi esőerdő. Az érintetlen természetet védő nyugat-tasmániai nemzeti parkok is a világörökség részei.

### Délnyugati területek

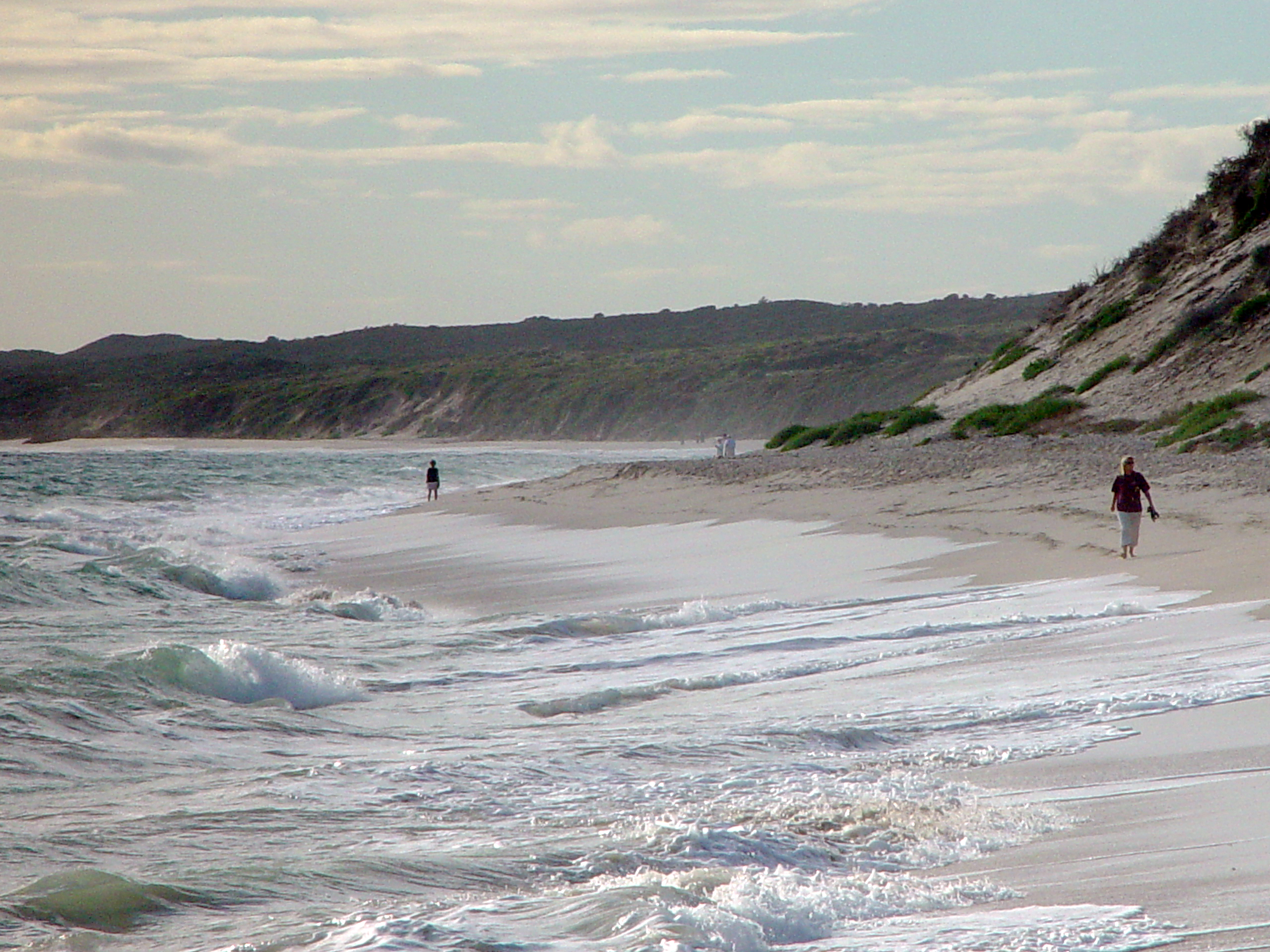
Wannerloi tengerpart

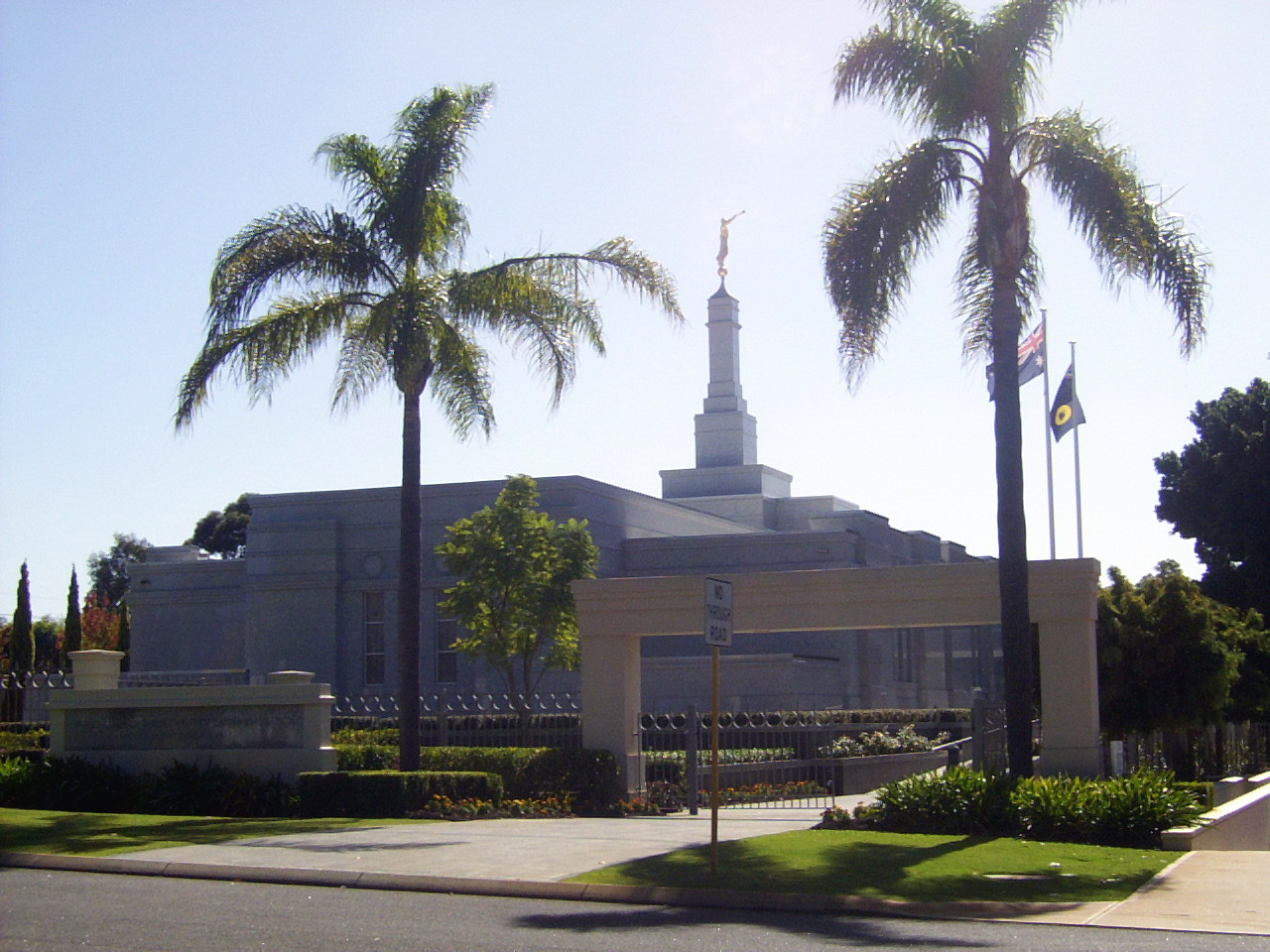
Perth

A délkeleti mediterrán éghajlat a tengerparti turizmusnak kedvez.  Az itteni flóra és fauna illetve a sivatagi területek különleges értéket képviselnek, de a nagyobb népsűrűségű területektől való nagy távolság miatt még kihasználatlanok. Központja Perth.

### Sivatagi zóna

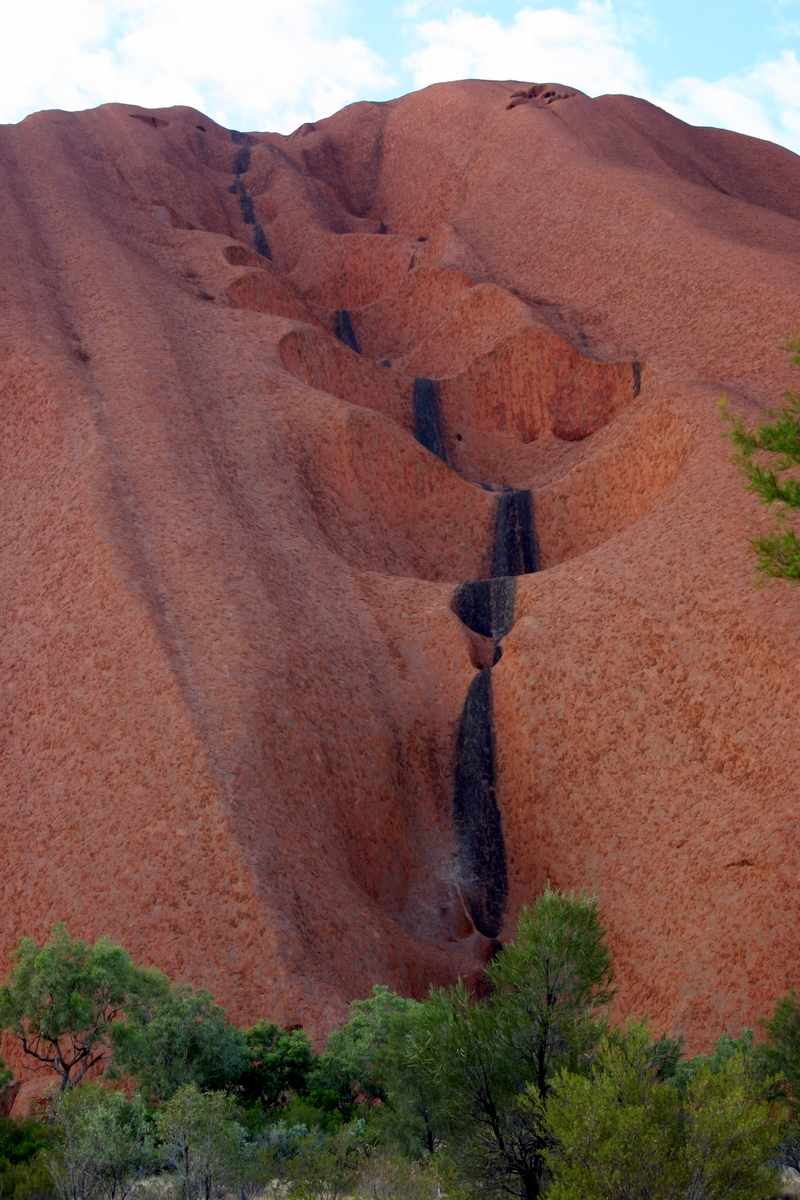
Eróziós felszín az Uluru-Kata Tjuta Nemzeti Parkban

Az egész kontinens belső magját magában foglalja. Jellegzetesek a hatalmas artézi medencék, az időszakos vízfolyások (creek), amelyek legtöbbször elpárolognak a száraz területeken, vagy egy-egy sós tóba ömlenek. Ilyen az Eyre-tó. A sivatag legkönnyebben Adelaide irányából közelíthető meg.
Néhány fontosabb turisztikai célpont:
- Alice Springs és környéke
- Uluru-Kata Tjuta Nemzeti Park
- Ayers Rock és a Mount Olga híres sziklaformációja, ami Ausztrália egyik jelképé is vált. Fontos szerepet tölt be az őslakók hiedelemvilágában.
- Oodnadatta Track, főként turisztikai célú, 617 kilométer hosszú földút
- Coober Pedy földalatti építményeiről és opálbányászatáról ismert kisváros
- King's Canyon
- Devils Marbles, hatalmas kőgolyók
- Old Ghan Heritage Trail, a régi The Ghan vasút nyomvonalát végigkísérő turisztikai földút
- Eyre-tó
- Nullarbor-síkság
- Simpson-sivatag
- Oodnadatta
- Marree és a Marree Man óriási talajrajz
- Wolfe Creek-kráter, becsapódási kráter

## Oltások
Azoknak a turistáknak javasolt a Hepatitis B elleni védőoltás, akik bizonyos területekre utaznak Ausztráliában. Az ausztrál fertőzöttség alacsony szintű. Ez a védőoltás 1999 óta kötelező minden általános iskolásnak. Viszont kötelező a sárgaláz elleni oltóanyag beadása, ha fertőzött országból érkezik/országon át utazik.
A veszettség és egyéb állatbetegségek távoltartására minden beutazó kutya és macska a tulajdonos költségére igen alapos orvosi vizsgálatban részesül, többnyire 30 napos karantén kötelező, az oltási igazolás szükséges, de önmagában nem elegendő.